# Amfòters
Amfòters (en llatí Amphoterus, en grec antic Ἀμφοτερός) era un militar macedoni que va acompanyar a Alexandre el Gran a Àsia. Era germà de Cràter.
Alexandre li va donar el comandament de la flota de l'Hel·lespont l'any 333 aC. Va sotmetre les illes entre Grècia i Àsia que no reconeixien a Alexandre, i va netejar Creta de perses i pirates, i després va desembarcar al Peloponès per aplanar els intents de desafiar el poder macedoni. En parlen Flavi Arrià i Quint Curci Ruf.